# Yalmakan FC
Der Yalmakan FC ist ein mexikanischer Fußballverein mit Sitz in Puerto Morelos, Quintana Roo. Der Begriff Yalmakan stammt aus der Maya-Sprache und bedeutet Blaues Paradies. Wegen des ein Symbol des Chak Mo'ol beinhaltenden Vereinslogos erhielt die Mannschaft den Spitznamen Los Chacmools.

## Geschichte
Das Franchise wurde im Mai 2013 ins Leben gerufen, um in der viertklassigen Tercera División zu spielen.
Der Verein stieg 2016 in die Liga de Nuevos Talentos der drittklassigen Segunda División auf und verpflichtete vor der Saison 2016/17 Carlos Bracamontes als Trainer. Schon in seiner ersten Halbsaison, der Apertura 2016, erwies die Mannschaft sich als eine Bereicherung für die Liga, als sie mehr Spiele gewann als verlor. Sensationell war dann die Rückrunde, die Clausura 2017, als die Mannschaft in der Punktspielrunde ungeschlagen blieb (10 Siege und 2 Remis) und sich anschließend sowohl den Meistertitel der Clausura 2017 als auch (gegen die zweite Mannschaft der UAT Correcaminos) die Meisterschaft der Gesamtsaison 2016/17 sichern konnte. In der darauffolgenden Halbsaison (Apertura 2017) konnten die Chacmools ihren Titel verteidigen und am Saisonende (durch einen Erfolg gegen die Albinegros de Orizaba) auch die Meisterschaft der Gesamtsaison 2017/18 gewinnen.

## Erfolge
- Meister der Segunda División: 2016/17, 2017/18